# Социальная амнезия
Социа́льная (истори́ческая) амнези́я — утрата социумом памяти о ряде исторических событий и явлений, сопровождающаяся неприятием или исчезновением из социальной и культурной памяти объективного социального суждения о важности этих событий и явлений. 
В науке термины «историческая», «социальная», «культурная» амнезия употребляются как равнозначные. Однако отмечается, что выражение «социальная амнезия» обладает более широким спектром применения, в то время как термин «историческая амнезия» относится к специфике выстраивания конкретно истории и её воспроизведения в сознании. 
Как правило, вопросы исторической амнезии исследуются в связи с задачами возникновения индивидуальной и групповой идентичности, а также в связи с проблемами «социального пространства и времени». Ещё одно направление в изучении исторической амнезии связано с её исследованием с точки зрения исторического опыта. 

## Феномен исторической амнезии
Социальная амнезия представляет собой явление, оказывающее влияние как на жизнь социума в целом, так и на отдельные человеческие судьбы. Если проводить параллель с персональной психологической амнезией, то социальную амнезию можно диагностировать как исчезновение у социума воспоминаний о событиях прошлого. При этом утрата такой памяти сочетается с неприятием или исчезновением из социальной и культурной памяти объективного социального суждения о важности самих событий.
Феномен социальной амнезии неразрывно связан с проблемой социальной памяти. Интерес к этому феномену возник в рамках нового направления социогуманитарных исследований, известном сегодня как memory studies. Его начало восходит к 1920-м — 1940-м годам и связано с именами Мориса Хальбвакса, Аби Варбурга, Вальтера Беньямина, Фредерика Бартлетта и других исследователей. Однако явление социальной амнезии заинтересовало учёных несколько позже, чем феномен памяти. В конце 1990-х годов Питер Берк высказал идею, что понять действие социальной памяти будет легче, если вначале «исследовать социальную организацию забывания… Одним словом, исследовать социальную амнезию». Отмечая, что социальная память сочетает в себе не только операции запоминания, но и забывания, исследователи используют в отношении последних термины: «забывание», «забвение», «амнезия». (В англоязычной литературе им соответствуют: forgetting, oblivion, amnesia).
По мнению Яна Ассмана, социальная амнезия присуща любому обществу и каждой культуре, представляя собой своеобразный инструмент самосохранения общества. Исследуя это явление, специалисты приходят к следующему выводу:
Социальная амнезия является свойством социальной памяти... Социальная амнезия такое явление как второе «Я», которое сопровождает сознание, как смерть, которая противостоит жизни, как сон, который не существует без действительности, словом, она атрибут социальной памяти. И потому ее следует изучать так же внимательно, глубоко, как социальную память.
Изучение этой проблемы важно для понимания сущности конфликтов, имеющих место в нынешнем полиэтничном мире. Как правило, вопросы исторической амнезии исследуются в связи с задачами возникновения индивидуальной и групповой идентичности, а также в связи с проблемами «социального пространства и времени». Ещё одно направление в изучении исторической амнезии связано с её исследованием с точки зрения исторического опыта.
Пересмотр индивидуального и социального опыта реализуется «через воспоминание, ценностное отношение и классификации позитивного и негативного, рационального и нецелесообразного в прошлом, в пережитом». Абсолютное же неприятие прошлого «грозит амнезией — физиологической и социокультурной». Историческая память и историческая амнезия выполняют при этом двойственную функцию, выстраивая исторический опыт: будучи опорой знания о прошлом, они довольно часто представляют его в неверном свете, запуская механизм дублирования прошлых ошибок в настоящем.
Отмечается, что амнезия исторической памяти часто связана с исчезновением или ослаблением традиции, вне которой осознанная и рациональная деятельность человека или общества оказывается буквально невыполнимой. Сравнивая социальную амнезию с потерей памяти у человека, исследователи видят опасность этого явления в том, что общество, лишённое памяти о прошлом, «перестаёт ощущать себя субъектом истории, так же как отдельный человек, потерявший память, теряет свою личность, своё „Я“».

## Типы социальной амнезии и её особенности
В научной среде термины «историческая», «социальная», «культурная» амнезия принято считать эквивалентными. Однако указывается, что термин «социальная амнезия» обладает более широким спектром применения, в то время как выражение «историческая амнезия» относится к специфике выстраивания конкретно истории и её воспроизведения в сознании.
Говоря об амнезии как о социальном явлении, Ян Ассман отмечает, что амнезия представляет собой живой и подвижный элемент. Поскольку общество выстраивает и пересматривает воспоминания, руководствуясь своими потребностями, возникают новые трактовки прошлого, которые позволяют обществу решать различные проблемы. Существующее поколение по собственной инициативе, руководствуясь своими нуждами и задачами, по-другому выстраивает ви́дение коллективного прошлого. Одни воспоминания становятся актуальными в сознании существующего поколения, другие изгоняются и предаются амнезии. Обоснования такого выбора как правило не осмысливаются и, чтобы понять их, требуется отдельный анализ. Спонтанное выстраивание социумом собственной коллективной памяти происходит благодаря именно избирательному забвению одной или другой информации, отвергаемой из-за своего деструктивного потенциала. Иными словами, спонтанная социальная амнезия является одним из средств становления традиции. Лакуны, возникающие благодаря функционированию такого механизма в памяти группы людей, «обрамляют и акцентируют содержательные структуры традиции».
Второй тип социальной амнезии носит совсем иной характер и не возникает спонтанно. Происхождение такого типа амнезии вызвано предвзятым подходом к социокультурной преемственности и определяется в основном идеологическими причинами. В результате некоторые эпизоды или картины прошлого удаляются из исторического нарратива, востребованного обществом. Это относится к унизительным эпизодам прошлого или к спорным и драматическим его событиям, а также к конфликтогенным явлениям или к случаям, которые вызывают дискомфорт у авторитарной политической власти. Исследуя амнезию, Ле Гофф отмечает «механизм манипулирования коллективной памятью» со стороны определенных классов, групп или индивидов.
Британский социальный антрополог Пол Коннертон различает семь типов амнезии: «репрессивное вычеркивание из памяти (в виде наказания или возмездия), предписанное забвение (в общественных интересах), забвение ради формирования новой идентичности, структурную амнезию (исключение того, что не вписывается в сложившуюся социальную структуру), забвение как избавление от избыточной информации, забвение как отказ от устаревшей информации, и, наконец, забвение как замалчивание случаев унижения».
При этом следует отличать амнезию от иных типов забвения, которые, в свою очередь, тоже имеют свои особенности. Так, голландский философ Ф. Анкерсмит, говоря о забвении (forgetting) в контексте вопроса об идентичности, отмечает существование четырёх типов забвения. Из них лишь два (причём второй не совсем полно) отвечают общепринятому пониманию этого термина.
По мнению С. П. Поцелуева, анализ существующих типологий показывает, что их авторы не делают чёткой границы между амнезией как таковой и иными видами забывчивости. В то же время отмечается, что сам термин представляет собой своеобразную метафору, превратившуюся в понятие. При этом заложенный в само понятие метафоричный характер обуславливает крайности в его понимании, выраженной либо чрезмерным, либо недостаточным образом. В качестве примера излишней метафоризации приводится интерпретация американского историка Рассела Якоби (R. Jacoby). Учёный трактует социальную амнезию как память, «вытесненную из сознания социальной и экономической динамикой». Под такой динамикой он понимает с одной стороны, феномен «овеществления» или «реификации» в смысле «Диалектики Просвещения», а с другой — понятое в психоаналитическом духе «вытеснение» из общественного сознания памяти о своем собственном прошлом". Социальную амнезию учёный трактует как «психический товар в товарном обществе» , что не позволяет в полной мере показать её отличительные признаки среди других типов социальной забывчивости.

## Причины социальной амнезии и её роль в жизни общества
Отмечается, что социальная амнезия возникает «там и тогда, когда происходит разрыв между прошлым, настоящим и будущим». Этому во многом способствуют условия жизни социума в эпоху постмодерна, поскольку основной чертой модерного общества стало кардинальное избавление от преданности жизненному укладу прошлого, отказ от традиций. Сама эпоха постмодерна с её спецификой понимания культурного контекста является центральной и главной движущей силой социальной амнезии. По мнению ряда исследователей, эта эпоха представляет собой эпоху «искусственной памяти», в которую энергично вторгаются властные структуры, пресса, радио, телевидение, благодаря чему она превращается в идеальную среду «для исторических и политических манипуляций».
По мнению Марка Оже, манипулирование происходит благодаря трём сознательно создаваемым системам. Первая — так называемое «возвращение» — используется для овладения поражённого амнезией «образом прошлого». При таком «возвращении» образ восстанавливается в сокращённом и искажённом варианте, что позволяет примитивизировать причинно-следственные отношения между объектами прошлого. Вторая система воздействует на память путём «разрыва настоящего с прошлым и будущим». Оже называет такую структуру «подвешенное состояние», поскольку именно в такой ситуации оказывается настоящее, утратившее поддержку в прошлом и планы. Третья структура, используемая при манипулировании, позволяет осуществить кардинальный разрыв с прошлым, чтобы подвести идеологическую базу под программу будущего. Оже называет эту третью структуру «начни заново». Как правило, в процедуре искажения социальной памяти задействованы все три структуры, «переделывающие» не только единое восприятие прошлого и будущего, но и взгляд на историю в общем.
В то же время Оже считает, что человек и общество нуждаются в забвении столь же сильно, как и в самой памяти, поскольку последняя не способна работать без забвения. Помимо этого, социальная амнезия в некоторой степени освобождает людей от гнёта прошлого, а потому, как и память, жизненно важна не только для здоровья индивидуума, но и всего народа и его культуры. Если проводить аналогию с медицинским случаем амнезии, то, с одной стороны, социальная амнезия так же ведёт к исчезновению памяти, столь необходимой для поддержки социальной идентичности. А это в итоге ослабляет адаптацию её обладателей к обществу. Но, с другой стороны, это имеет положительные последствия при создании новых (альтернативных) идентичностей, что отличает социальную амнезию от её медицинского аналога. В качестве примера Аллейда Ассман приводит иммиграционную политику США, когда трансформация идентичности переселенцев происходила в связи с ослаблением памяти об их происхождении, вызванной новым образом жизни.

## Механизмы искусственно создаваемой амнезии

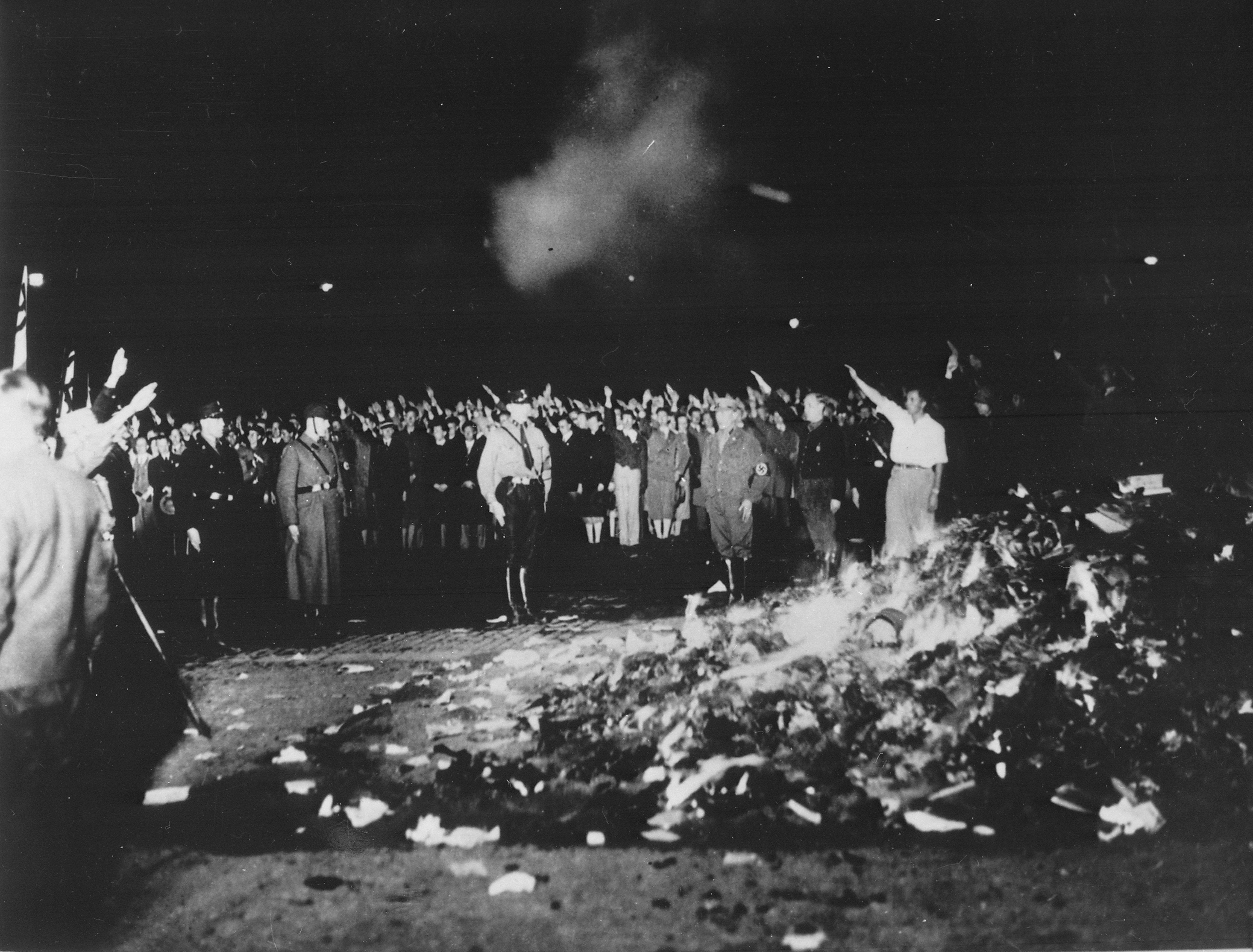
Студенты сжигают «негерманские» сочинения и книги на берлинской площади Опернплац, 10 мая 1933

Манипулирование коллективной памятью и забвением со стороны господствующих в обществе групп является характерной чертой любого общества. Как пишет Ле Гофф, 
Показать себя властителем памяти и забвения — это одна из важнейших задач классов, групп и индивидов, которые господствовали и господствуют в исторических обществах. Забвение, замалчивание истории обнаруживает существование механизмов манипулирования коллективной памятью.
 История знает много примеров того, как, начиная с древнейших времён, представители новой власти пытались уничтожить память о своих предшественниках, а в Средневековье Церковь следила за исключением «памяти о недостойных». Наиболее отчётливо это проявляется в сфере культуры. Ярким образцом насильственно формируемой амнезии служит сожжение книг — действие, имеющее символическое значение. Цинь Шихуанди, будучи правителем Китая, регулярно совершал этот акт, считая, что идеи, содержавшиеся в книгах, представляют угрозу для его плана о новом общественном порядке — создания «универсального китайского государства». Хорошо известен факт массового сжигания в нацистской Германии книг, в которых видели угрозу идеям национал-социализма.
Существует мнение, что в новейшей истории манипуляция социальной памятью характерна лишь для тоталитарных стран.
Другой формой искусственно создаваемой амнезии служит специально проводимая политика разрыва прошлого с настоящим. Например, для европеизации тюркских народов менялся их алфавит. В 1928 году Мустафа Кемаль Ататюрк ввёл для турецкого языка латинский алфавит вместо арабского, нарушив в итоге «связь с иранскими корнями турецкой культуры». В Советском Союзе дважды менялся алфавит тюркских народов. В 1929 году была введена латинская графика вместо арабской, в 1940 году она была заменена кириллицей.
Разрыв прошлого с настоящим «осуществляется с помощью идеологов и планомерно вводится в умы людей через печатную продукцию, учебники и средства массовой информации». В качестве примера можно привести создание мифа «о Великом октябре, с которого и началась, якобы, подлинная история России». При этом насильственно формируемая амнезия сопровождалась изоляцией и физическим уничтожением людей из тех социальных групп, которые помнили или знали из истории «не то, что в ней следовало запомнить».

По мнению А. Г. Левинсона: 
Выходящая на общественную арену социальная группа  или сила, как правило, приносит с собой собственную трактовку общего прошлого. При этом выдвижение на первый план какого-либо события тесно связано с забвением других событий, относящихся к обществу в целом или к данной группе.
В Европе после Второй мировой войны в странах социалистического лагеря историков пришлось привлекать к формированию «нового» прошлого дважды. В первый раз им была заказана подготовка марксистского образца национальной истории, базирующегося на представлении о классовой борьбе. Второй заказ последовал в 1990-е годы, когда профессиональным историкам был предложен пересмотр периода «строительства социализма».

## Последствия социальной амнезии: теоретический аспект
Радикальные изменения в жизни общества, коренные преобразования в экономике и изменения социальной структуры под воздействием внешних факторов неразрывно связаны с идеологической деятельностью, цель которой доказать и защитить необходимость перемен и одновременно девальвировать ценности ликвидируемого общественного и политического порядка. Это вызывает настоятельную необходимость кардинальных перемен в трактовке прошлого, служащей отправной точкой социальной памяти. Для этого из социальной памяти специально изгоняют и перестают упоминать конкретные исторические факты и события, преображая саму концепцию социальной памяти. В обществе прививается такая интерпретация прошлого, которая устраивает доминирующую социальную группу.
В такой ситуации трактовка истории с позиций доминирующей группы представляет собой своеобразное самовосприятие группы. Подобная самооценка делается с помощью обозначения и выделения границ группы, а одним из способов для этого служит трактовка истории. Такая трактовка предусматривает обсуждение поступков и эмоций доминирующей группы как позитивных в противовес поступкам и эмоциям других, обозначаемых как антигруппы.
Неизбежность такого разделения касается и общего исторического прошлого. Позитивная самооценка доминирующей группы осуществляется через приписывание отрицательных черт антигруппам и их общественной роли в исторических процессах. Инструментом для осуществления подобных манипуляций служит в числе прочего и специально формируемая социальная амнезия. Она даёт возможность изгладить из памяти о прошлом всё, что могло бы свидетельствовать о положительных аспектах деятельности антигрупп и позволило бы положительно оценивать их образ.

По мнению известного социолога и философа Бруно Латура: 
Всегда, когда нужно очертить или восстановить границы группы, другие группы объявляются пустыми, архаичными, опасными, устаревшими и т. п. Всякая связь становится отчетливее в сравнении с другими конкурирующими связями.
В итоге начинается выборочные блокировка или торможение определённых социальных процессов в противовес другим, которые находят поддержку в обществе. Таким образом формируется необходимая культурная рефлексия, где из осмысления доминирующего большинства «вычеркнут» исторический опыт, позволяющий критически подойти к господствующей трактовке истории. Это приводит к несовпадению с отрицательными характеристиками прошлого антигруппами.

## Социальная амнезия и культурная травма
Формирование социальной амнезии и социальной памяти в разных коллективах происходит не одинаково, их конфигурации в группах могут абсолютно не совпадать. В доминирующей группе трактовка прошлого может заострять внимание и сохранять в памяти факты совершенно не в таких границах, как в памяти иных групп. Это замечание более всего справедливо по отношению к социальным и культурным травмам, перенесённым в прошлом. Если доминирующая группа способна помнить события прошлого, причинившие страдания, в смягчённой, снивелированной форме или просто забыть о них, то в других группах социальная память, наоборот, может заострять внимание именно на этих событиях. Причем в их трактовке прошлого перенесённая травма превращается в концептуальную основу, объединяя ее приверженцев в активных носителей этой памяти. «Не забыть» в такой ситуации подразумевает противодействие идеологическим попыткам добиться социального согласия с антигруппой. Антигруппа в данном случает стремится отстоять своё право на другую социальную память, отказываясь принимать навязываемую извне амнезию.
По мнению профессора Йельского университета Джеффри Александера, культурная травма формируется, если социальная группа полагает, что пострадала от тяжёлого рокового события, которое «впечаталось» в её коллективное сознание, навеки влияя на воспоминания и трансформируя её будущую идентичность фундаментальным и непоправимым образом.
Помимо подчёркнуто обострённой памяти о травмирующем событии групповое восприятие может проявляться через ностальгию по «светлому прошлому». Конечно, подобное чувство отражает мифологическую концептуализацию прошлого, однако оно способно серьёзно повлиять на ситуацию, так как возвращает к жизни забытые события и ценности. В такой роли это становится средством для противоборства с социальной амнезией, мотивацией для сохранения в памяти коллектива удаляемых эпизодов и противоборства их идеологической девальвации.
Исторической памяти и исторической амнезии — явлениям, существование которых вызвано самой природой человека, присуща двоякая функция при выстраивании исторического опыта. Они служат основой знания о прошлом, но при этом часто извращают его, приводя в итоге к повторению прошлых ошибок.

## Социальная амнезия и историческая наука
Фредерик Джеймисон считает, что информируемость создаётся концептами и категориями, пришедшими от истолковательной традиции. Если рассматривать историческую амнезию с этой точки зрения, то она представляет собой объект, опирающийся на определенную систему репрезентации.
При изучении прошлого надо помнить, что между исследователем и предметом его изучения присутствует обширное поле разнообразных текстов и, помимо этого, очень большое число повествований, включающих мифы, поэтические произведения. По мнению Франклина Анкерсмита, историческая реальность, какие бы аргументы ни приводились в её подтверждение, поступает к историку уже в определённой трактовке, это всё-таки симулякр минувшего. Вот почему он считал, что «отношения текстов историков к реальности всегда проблематичны».
В России экспансия социальной амнезии, неразрывно связанная с пересмотром истории, находит своё отражение в политизации истории. По мнению А. И. Миллера, политизация истории неизбежна в работе историка, поскольку тот в определённой мере всегда подвержен воздействию целого ряда факторов. Это и существующая политическая обстановка, и собственные политические взгляды, на которые накладывается этническая, религиозная, общественная самоидентификация. В итоге происходит размежевание историков на группы, которые в зависимости от их политических предпочтений используют в своей работе разные методологические подходы. Именно этим обстоятельством объясняется появление таких терминов, как «либеральные историки», «консервативные историки», «историки-марксисты» и др.
Любое новое поколение живёт в ином социально-культурном контексте и по-своему трактует своё прошлое, приписывая ему то содержание, которое отвечает его национальным, государственно-правовым, общественным и прочим целям. Такая ситуация не означает, что историческая память, нашедшая выражение в форме нарратива, абсолютно условна. Это положение, когда надёжность знания о прошлом вызывает сомнения, характеризует популярное в западной научной среде выражение «History or Story?». Хейден Уайт считает, что, если говорить о разнице между сюжетными элементами и story-элементами в историческом дискурсе, то первые подразумевают важность событий, скрывающих «структуру, которая была присуща этим событиям изначально».
Проявление социальной амнезии в описании прошлого выражается ещё в том, что внимание уделяется исключительно грандиозным, героическим событиям истории, а некоторые бесславные, иногда унизительные его страницы исключаются из неё. Такое проявление социальной амнезии приводит к искажению и фальсификации прошлого и в конечном итоге к вырождению культуры. Другой отрицательной стороной амнезии становится рождение иллюзий, которые вынуждают людей оставаться в заблуждении.
Как результат возникают попытки с помощью политтехнологов целенаправленно воздействовать на общественные настроения. В такой ситуации споры о забвении, изживании, воспевании прошлого также влияют на становление коллективного мнения. Членам общества отводится роль потребителей готовых исторических выводов, которые (в зависимости от адресата) могут носить как примитивный пропагандистский характер, так и тщательно продуманный метод воздействия.
Проблема взаимодействия исторической памяти и исторической науки сегодня является предметом серьёзной дискуссии. Сторонники одной точки зрения, основанной на взглядах Мориса Хальбвакса и Пьера Нора, отделяют и в некотором смысле противопоставляют историографию и память. По их мнению, историография призвана корректировать память и отбирать то, «чему в ней суждено остаться». Другие исследователи считают, что историография выступает в «обслуживающей» роли, являясь «лишь отражением исторической памяти». Существует и иной взгляд, пытающийся найти золотую середину в этих высказываниях. Его сторонники, не отрицая, что историография обречена на зависимость от мифов, поселившихся в сознании общества, требуют противостоять этим мифам. Например, по мнению В. П. Булдакова: «История — это искусство отделения подлинных реальностей от всевозможных симулякров».